# Isola Sorevnovanija
L'isola Sorevnovanija (in russo Остров Соревнования, ostrov Sorevnovanija) è un'isola russa bagnata dal mare di Kara.
Amministrativamente fa parte del distretto di Tajmyr del Territorio di Krasnojarsk, nel Circondario federale della Siberia.

## Geografia
L'isola è situata lungo la costa di Chariton Laptev (берег Харитона Лаптева, bereg Charitona Lapteva) e 7 km a sud dell'isola di Markham, nella parte della penisola del Tajmyr compresa tra i fiumi Gusinaja e Trevožnaja. Si trova a nord del golfo Gusinyj (залив Гусиный) e a nord-est della baia Neožidannostej (бухта Неожиданностей). Fa parte della Riserva naturale del Grande Artico.
È una isola di forma irregolare che misura circa 5 km di lunghezza e 3,5 km di larghezza. Il punto più alto è di 16 m s.l.m. nella parte meridionale. È separata dalla terraferma dalla laguna Ptencovaja (лагуна Птенцовая). Le estremità si chiamano: capo Primetnyj (мыс Приметный) a nord-ovest, capo Srednij (мыс Средний) al centro della costa occidentale e capo Plavnikovyj (мыс Плавниковый) a sud-ovest.
L'isola è coperta da prati e muschio. Nel sud dell'isola è presente un grande lago (Utinoe), alimentato da un corso d'acqua stagionale. Un po' più a sud si trova un altro piccolo laghetto.

## Isole adiacenti
- Isola di Markham (остров Маркгам, ostrov Markgam), a nord.
- Isola Ëž (остров Ёж), a ovest. 75°10′23.088″N 88°03′22.716″E
- Isola Golyš (остров Голыш), a sud-est, nel golfo Gusinyj. 75°09′10.296″N 88°17′45.42″E
- Isola Ptenec (остров Птенец), a sud-est, nel golfo Gusinyj. 75°09′41.292″N 88°03′22.716″E
- Isola Gusënok (остров Гусёнок), a est, all'interno della laguna Ptencovaja. 75°11′43.368″N 88°17′08.34″E

Altre isole senza nome si trovano:
- 2 a sud, nel golfo Gusinyj.
- 1 a sud, all'estremità orientale della baia Neožidannostej.
- 2 a sud, alla foce della Gusinaja.
- 3 a est, attorno all'isola Gusënok, nella laguna Ptencovaja.